# Hägersten
Hägersten – dzielnica (stadsdel) Sztokholmu, położona w jego południowej części (Söderort) i wchodząca w skład stadsdelsområde Hägersten-Liljeholmen. Graniczy z dzielnicami Aspudden, Midsommarkransen, Hägerstensåsen, Västertorp i Mälarhöjden oraz przez jezioro Melar ze Smedslätten i gminą Ekerö.
Według danych opublikowanych przez gminę Sztokholm, 31 grudnia 2020 r. Hägersten liczyło 9685 mieszkańców. Powierzchnia dzielnicy wynosi łącznie 2,48 km², z czego 0,6 km² stanowią wody jeziora Melar.
Na obszarze dzielnicy położona jest stacja czerwonej linii (T13) sztokholmskiego metra, Axelsberg.